# Kledingborstel

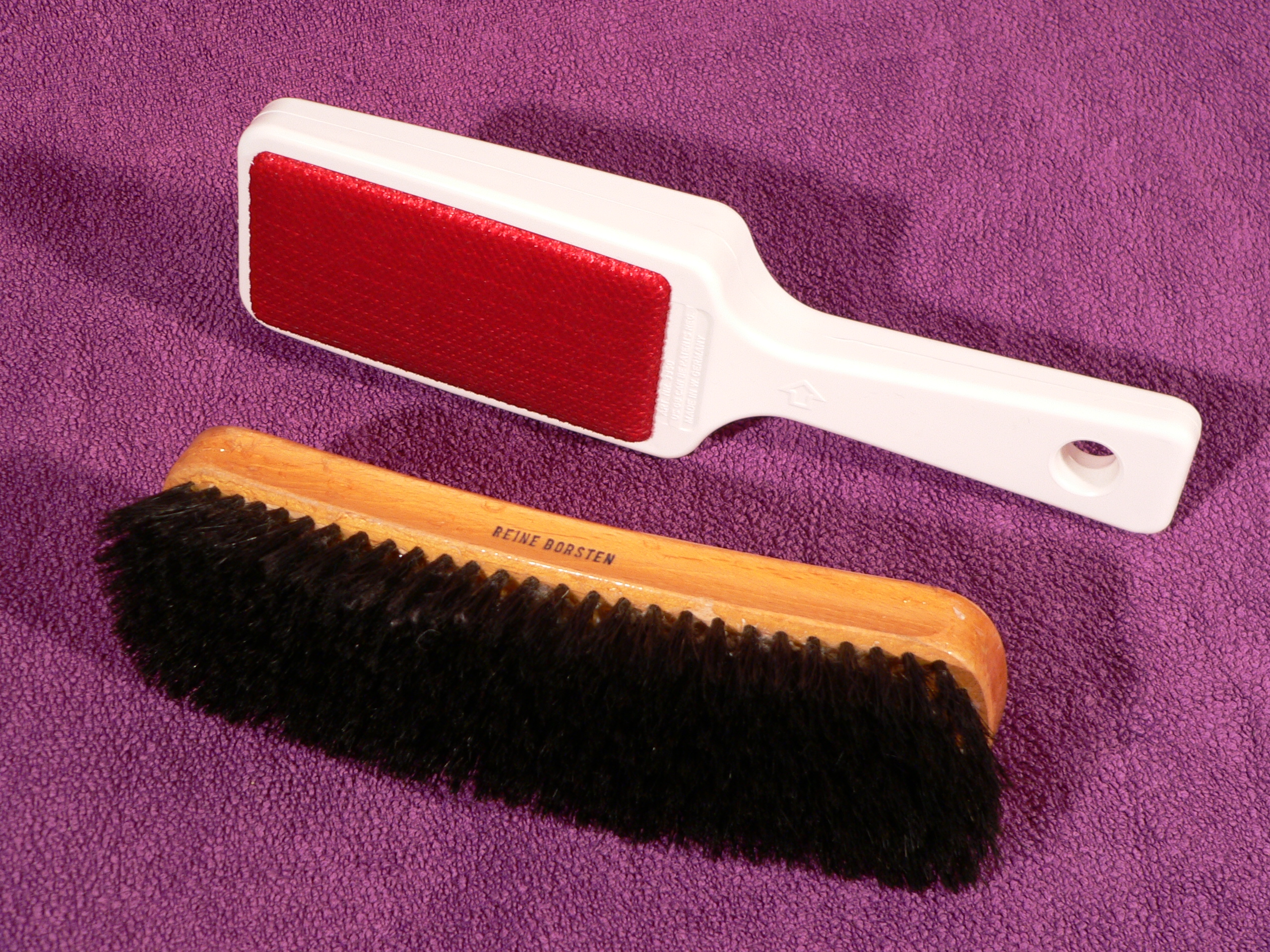
Kledingborstels

Een kledingborstel is een borstel waarvan de haren allemaal één kant op staan. De haren zijn over het algemeen erg kort waardoor het 'tegen de richting' in borstelen makkelijker is. De haren vangen stof en haren op wat het mogelijk maakt om een kledingstuk stof en harenvrij te maken.